# カブトデコム
カブトデコム株式会社は、かつて北海道札幌市に存在した建設会社である。

## 概要
地崎組（現・岩田地崎建設）に技術者として7年間勤務していた佐藤茂により1971年に設立、かつてバブル景気期に大規模なリゾート開発を行う不動産グループ企業の親会社として名を馳せた。社章は丸に3羽のカモメを連ねて右側に人の横顔が形成される形とし、「Development（開発・発展）」「Construction（建設・創造）」「Management（管理・経営）」の3分野を経営の柱とする思いを込めており、社名もそれに因んだDECOMの略称をつけた物とした。
バブル期には北海道拓殖銀行（拓銀）から積極的な支援を受け事業を進めたが、バブル崩壊に伴い1,000億円超ともいわれる多額の不良債権を抱えた。この不良債権は1997年の拓銀経営破綻の一因となっている。
バブル崩壊後も事業を継続していたが、2008年の事業報告書によると売上高は1,200万円、一方、未処理損失額は約4,000億円にのぼっていた。2013年2月28日に臨時株主総会が開かれ、会社解散を決議した。同年4月25日、札幌地方裁判所より特別清算開始決定を受けた。

## 沿革
- 1971年 - 道路舗装工事の孫請けを主力として、佐藤茂により兜建設株式会社が創業[8]。
- 1985年 - 甲観光を設立する。後のエイペックスである。
- 1986年 - 大友建業株式会社との合併により、兜大友建設株式会社に商号変更する[8]。
- 1987年 - 株式会社イプシロンを子会社化し、合併する。
- 1988年9月1日 - カブトデコム株式会社に商号変更[8]。
- 1989年 - 株式を店頭公開[3]（証券コード:1876）、リゾートブームもあり株価が高騰、不動産への過剰な投資を広げる。年間の工事受注高が1000億円突破し、北海道内で大成建設を抜いて首位に立つ。[9]
- 1990年 - 子会社の甲観光が洞爺湖町（旧虻田町）、豊浦町に会員制高級リゾートホテルの建設開始[10]。
- 1991年 - 3月期決算で同社史上最高となる売上高が約1,010億円、経常利益が約130億円を計上した[3]。
- 1993年 - 甲観光がエイペックスに社名変更[11]、ホテルエイペックス洞爺開業。拓銀による不正融資疑惑が浮上。またバブル景気崩壊に伴い、資産のほとんどが不良債権化。
- 1996年 - 株式の店頭登録を取り消され、店頭管理銘柄となる[12]。
- 1997年 - 拓銀が経営破綻。
- 1998年 - エイペックス自己破産、ザ・ウィンザーホテル洞爺（ホテルエイペックス洞爺から改称）営業休止。
- 1999年 - 店頭管理銘柄の登録を取り消される[12]。
- 2001年 - レーサムリサーチが旧本社ビルを権利関係を整理の上で買収[13]、その後2002年時点で売却[14]。本社を移転。
- 2013年
  - 2月28日 - 解散を決議[3]。
  - 4月25日 - 特別清算開始決定。負債総額は5061億円。

## 不良債権の責任
拓銀の不良債権を引き継いだ整理回収機構は、カブトデコムの融資に関連し、銀行の旧経営陣に対し総額50億円の損害賠償を求め提訴。2008年1月、最高裁は50億円全額賠償を命じる判決を下した。

## 株券
株価の最高値は1990年7月の41,400円。インターネット・オークションでは、好事家の間で取引される例も見られた。名義書換代理人は三菱UFJ信託銀行であった。